# Carabus loschnikovi
Carabus (Diocarabus) loschnikovi – gatunek chrząszcza z rodziny biegaczowatych i podrodziny Carabinae.

## Taksonomia
Gatunek ten został opisany w 1823 roku przez Gotthelfa Fischera von Waldheima. Lokalizacją typową są góry Ałtaj.

## Opis
Ciało długości od 15 do 28 mm, z wierzchu czarne i błyszczące, o bokach przedplecza i pokryw fioletowych, rzadziej jasnozielonkawo-miedzianych, a dołeczkach pokryw fioletowych. Głowa i dysk przedplecza silnie, pomarszczenie punktowane. Drugi, trzeci i czwarty człon czułków z nasadą smolisto-rudą, rzadziej ciemnorudą. Boki przedplecza przed kątami tylnymi silnie zafalowane. Pokrywy o urzeźbieniu złożonym z dobrze wyniesionych, zwykle zbieżnych, poprzerywanych punktami żeberek. Po cztery międzyrzędy mieszczą się między sąsiednimi rzędami dołeczków, a międzyrzędy czterorzędowe są dobrze rozwinięte. Edeagus o szerokim i raczej krótkim wierzchołku.

## Występowanie
Biegacz ten zasiedla przede wszystkim lasy iglaste, preferując lasy modrzewiowe. Znacznie rzadszy jest w lasach jodłowych i mieszanych. Związany jest z górami. W Sajanach Wschodnich spotykany w pobliżu górnej granicy lasu, na rzędnych 2500–2600 m n.p.m. Współwystępować może z C. massagetus, jednak tamten jest bardziej kserofilny.
Chrząszcz palearktyczny. Występuje w  Mongolii oraz rosyjskich: Ałtaju, Buriacji, rejonie czytyjskim, obwodzie irkuckim, górach Chamar-Daban, Sajanach Wschodnich i Zachodnich, Tuwie, Jakucji, północnej części zachodniej Syberii, środkowym i północnym Uralu, południowej części Kraju Krasnojarskiego, obwodzie archangielskim, obwodzie kirowskim i Republice Komi. Jego zasięg zoogeograficzny określany jest jako obejmujący Nizinę Peczorską, cispolarną i polarną część Uralu, region ałtajsko-sajański z wyjątkiem Tarbagataju i depresji Minusinskaja, Wyżynę Środkowosyberyjską i Cisanagarię z rejonu środkowosyberyjskiego oraz góry Chamar-Daban z rejony transbajkalskiego. 

## Systematyka
Wyróżnia się dwa podgatunki tego biegacza:
- Carabus loschnikovi loschnikovi Fischer, 1823
- Carabus loschnikovi tsaganensis Obydov, 2000